# Siskiwitia
Siskiwitia is een geslacht van vlinders uit de familie prachtmotten (Cosmopterigidae).

## Soorten
- S. alticolans Hodges, 1969
- S. falcata Hodges, 1978
- S. latebra Hodges, 1978